# Wüstita
La wüstita és un mineral de la classe dels òxids, que pertany al grup de la períclasi. Nom atorgat en honor d'Ewald Wüst (1875-1934), geòleg i paleontòleg de la Universitat de Kiel (Alemanya), el primer a sintetitzar el compost.

## Classificació
La wüstita es troba classificada en el grup 4.AB.25 segons la classificació de Nickel-Strunz (4 per a Òxids (hidròxids, V [5,6] vanadats, arsenits, antimonurs, bismutits, sulfits, selenits, telurits, iodats); A per a Metall: Oxigen= 2:1 i 1:1 i B per a M:O = 1:1 (i fins a 1:1,25); amb només cations petits a mitjans; el nombre 25 correspon a la posició del mineral dins del grup). En la classificació de Dana el mineral es troba al grup 4.2.1.6 (4 per a òxids simples i 2 per a AX; 1 i 6 corresponen a la posició del mineral dins del grup).

## Característiques
La wüstita és un òxid de fórmula química FeO. Cristal·litza en el sistema isomètric. La seva duresa a l'escala de Mohs és 5 a 5,5. De color negre i de lluïssor metàl·lica.

## Formació i jaciments
S'ha descrit a Amèrica del Nord, Europa, Àfrica, Àsia, Austràlia i a l'Antàrtida.